# Hemerobius deceptor
Hemerobius deceptor är en insektsart som beskrevs av Navás 1914. Hemerobius deceptor ingår i släktet Hemerobius och familjen florsländor. Inga underarter finns listade i Catalogue of Life.